# Mohammed Khadda
Mohammed Khadda (Mostaganem, 14 marzo 1930 – Algeri, 4 maggio 1991) è stato un pittore e scultore algerino.
Viene stato considerato tra i fautori della pittura contemporanea algerina e uno dei maggiori rappresentanti dei "sign painters".
La sua arte e i suoi lavoro sono stati influenzati dal cubismo e dalla calligrafia araba. Ha rappresentato una generazione di artisti algerini, combinando le idee del patrimonio calligrafico e del linguaggio formale della scrittura occidentale attraverso il movimento dell'astrattismo occidentale negli anni '50.